# NGC 100

NGC 100

إن جي سي 100 (بالإنجليزية: NGC 100)‏ التي يرمز لها بالرمز NGC 100، هي مجرة، في كوكبة الحوت.

## الاكتشاف
اكتشفت في 10 نوفمبر 1885، بواسطة لويس سويفت.